# Paniewo (gromada)
Paniewo – dawna gromada, czyli najmniejsza jednostka podziału terytorialnego Polskiej Rzeczypospolitej Ludowej w latach 1954–1972.
Gromady, z gromadzkimi radami narodowymi (GRN) jako organami władzy najniższego stopnia na wsi, funkcjonowały od reformy reorganizującej administrację wiejską przeprowadzonej jesienią 1954 do momentu ich zniesienia z dniem 1 stycznia 1973, tym samym wypierając organizację gminną w latach 1954–1972.
Gromadę Paniewo z siedzibą GRN w Paniewie utworzono – jako jedną z 8759 gromad na obszarze Polski – w powiecie aleksandrowskim w woj. bydgoskim, na mocy uchwały nr 24/1 WRN w Bydgoszczy z dnia 5 października 1954. W skład jednostki weszły obszary dotychczasowych gromad Paniewo, Paniewek i Świerczynek ze zniesionej gminy Czamanin, obszar dotychczasowej gromady Sadłóg wraz z miejscowościami Czarnocice wieś, Grodziska parcele i Grodziska osada z dotychczasowej gromady Czarnocice ze zniesionej gminy Bytoń w tymże powiecie. Dla gromady ustalono 19 członków gromadzkiej rady narodowej.
1 stycznia 1956 gromada weszła w skład nowo utworzonego powiatu radziejowskiego w tymże województwie.
Gromadę zniesiono 31 grudnia 1959, a jej obszar włączono do gromad Topólka (wsie Gawroniec i Świerczynek, miejscowości Paniewo Poduchowne, Paniewek Poduchowny, Sadług Kolonia, Sadług Parcele, Sadług Folwark, Świerczynek A i Świerczynek B, folwark Świerczynek oraz osady Stanisławowo i Sierakówek) i Nowy Dwór (wieś Czarnocice oraz miejscowości Grodziska Parcele i Grodziska Osada) w tymże powiecie.